# معهد هيرتسبيرغ للفيزياء الفلكية

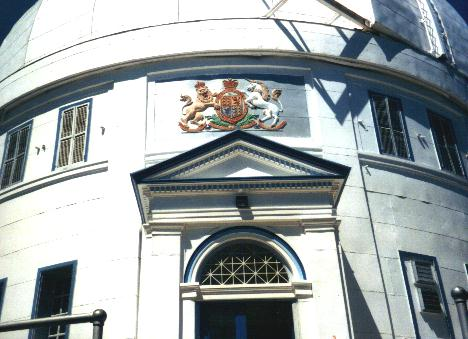
مرصد دومينيون للفيزياء الفلكية

معهد هرزبرغ للفيزياء الفلكية (بالإنجليزية: Herzberg Institute of Astrophysics)‏ هو مركز كندي رائد في مجال علم الفلك والفيزياء الفلكية.

## تاريخ المعهد
سُمّي على اسم العالم الفيزيائي والكيميائي الحائز على جائزة نوبل غيرهارد هيرتسبيرغ.